# Бобровник (Зеньковский район)

Бобро́вник (укр. Бобрівник) — село, Тарасовский сельский совет, Зеньковский район, Полтавская область, Украина.
Код КОАТУУ — 5321386402. Население по переписи 2001 года составляло 1120 человек.

## Географическое положение
Село Бобровник примыкает к сёлам Великая Павловка и Горобии, в 1-м км расположено село Тарасовка, в 2-х км — город Зеньков. По селу протекает пересыхающий ручей с запрудой. Через село проходит автомобильная дорога Т-1706.

## История
- 1653 — дата основания.
- Георгиевская церковь известна 1724 года.[3]
- Есть на карте 1812 года.[4]
- После 1945 года присоеденены Боровики.[5]

## Объекты социальной сферы
- Клуб.
- Фельдшерско-акушерский пункт.
- Детский сад.
- Школа.

## Известные жители и уроженцы
- Тендитник, Дмитрий Иванович (1913—1998) — Герой Социалистического Труда.